# Ivan Zajc
Ivan Dragutin Stjepan Zajc, znan kao Ivan pl. Zajc (Rijeka, 3. kolovoza 1832. – Zagreb, 16. prosinca 1914.), bio je hrvatski skladatelj, dirigent i pedagog. Utemeljitelj je hrvatske opere kao umjetničke ustanove, a opernu umjetnost u Hrvatskoj obogatio je i u stvaralačkom smislu. Najznačajniji je glazbenik djelatan u Hrvatskoj u posljednjoj trećini 19. stoljeća.

## Životopis

### Podrijetlo
Zajc je bio češkog podrijetla, njegov otac Jan Nepomuk Zajitz (ili Johann Zaytz od Zagicza), vojni kapelnik i skladatelj, rođen je 1800. godine u Domašinu (Češka). Kao vojni kapelnik on stiže u Bratislavu (gdje je njegova pukovnija boravi od 1821. godine), gdje se 23. kolovoza 1829. vjenčaje s Annom Bodensteiner (njezin otac Franz Bodensteiner bio je trgovac), rođenom 1805. godine u Bratislavi. Doselivši se 1830. godine s 45. pješadijskom pukovnijom baruna Mayera von Heldenfelda, sa suprugom, kao vojni kapelnik u Rijeku, Johann Zajc ovdje je razvio znatnu glazbenu djelatnost u okviru glazbenog društva, škole u sklopu društva i u kazalištu. U listopadu 1834. godine pukovnija Majer posebnom notom upućenom ravnateljstvu kazališta dopušta Johannu Zajcu dirigiranje u riječkom kazalištu. Godine 1835. pukovnija je premještena u Zadar, no izgleda da je Zajc vrlo zavolio Rijeku, te se 1836. godine nakon smrti svog prvog učitelja Wenzela natječe za to mjesto. Između osam natjecatelja izabran je Johann Zajc koji će ovdje ostati do svoje smrti 1854. godine. Njegovih dvadesetak skladbi koje su uglavnom plesne melodije i koračnice za glasovir, te orkestralna i koncertantna djela, sačuvano je u Beču, Zagrebu i Rijeci.
U Rijeci mu se 3. kolovoza 1832. godine rodio sin, a nekoliko godina kasnije, 10. prosinca 1837. godine i kćer Albina. Sin, Ivan Dragutin Stjepan, koji je dobio ime po ocu (Jan / Johann), koristi hrvatski inačicu svoga imena Ivan Zajc.

### Mladost u Rijeci
Ivan Zajc odrasta u glazbenoj sredini pa je od malih nogu upućen na glazbu. Prve poduke dobiva od oca, a zatim od mjesnog učitelja. Prvi nastup u javnosti imao je 14. rujna 1845. godine na jednoj dobrotvornoj priredbi u riječkom kazalištu kada je na violini, uz pratnju oca, izveo Rondo Josepha Maysedera. Godine 1844. nastaje i prva Zajčeva skladba – Ouvertura. Dvije godine poslije, 1846. godine, već sklada i operu koja će – zbog nedovršenog libreta njegovog suučenika Giovanni Vallea – ostati nedovršena. Iako je mladi Zajc pokazivao veliku glazbenu nadarenost, otac nije bio sklon tome da se njegov sin posveti glazbi. Želio je da njegov sin nakon završene srednje škole studira pravo te da postane odvjetnik. Konačno se ipak predomišlja i pristaje da Ivan pođe u Milano na konzervatorij (1850.). Do odlaska u Milano, Zajc je imao već opus od 20 skladbi.

### Studij u Milanu
Na konzervatoriju Zajc studira od 1850. do 1855. godine. U Milanu Zajc marljivo sklada, dobiva razna priznanja i nagrade, a vrhunac nastupa na kraju Zajčeva studija kada su učenici kompozicije – prema Zajcu njih 20 – dobili zadatak skladati operu na isti libreto. Bila je to opera u tri čina La Tirolese (Tirolkinja). Zajčeva opera kao najbolja izvedena je 4. svibnja 1855. godine. Zajc je operu uvježbao, dirigirao i svirao prvu violinu, a u izvedbi sudjelovali su učenici konzervatorija. Unatoč uspjehu što ga je opera prigodom izvedbe postigla ona se kasnije nije izvodila. Po Augustu Šenoi vlasnik libreta protivio se daljnim izvedbama opere, a nije pristao ni na otkup libreta. Zajc je bio pri kraju svog školovanja u Milanu kad su u kratkom razmaku od nepunih mjesec dana umrli u Rijeci njegovi roditelji. Najprije otac 13. ožujka 1854. godine, a zatim i majka 7. travnja iste godine. To je bio razlog njegova odbijanja laskave ponude da nakon završetka svog školovanja ostane u Milanu kao drugi dirigent u znamenitom kazalištu Teatro alla Scala.

### Povratak u rodni grad
Stoga se Zajc 4. listopada 1855. godine vratio u Rijeku i preuzeo očeve dužnosti. Godine 1855., molbom od 20. listopada upućenom Gradskom magistratu Zajc se natječe za dirigenta orkestra i nastavnika gudačih glazbala u Gradskom filharmonijskom institutu. Izgleda kako je to bila puka formalnost, ravnateljstvo je izabralo Zajca. Po tadašnjem običaju Zajc je – osim poduke u glazbenoj školi i dirigiranja u kazalištu – bio dužan voditi crkveni zbor, instrumentirati potrebne skladbe za orkestar, jer je orkestar svirao između činova i kod dramskih predstava, te za kazalište prepisivati note i brinuti se za rasvjetu. Krajem 1856. godine udala se Zajčeva sestra Albina za Faustina Zanona, sina brodograditelja Andrije, a dana 5. siječnja 1857. godine vjenčao se i Zajc, sa sedam godina mlađom Natalijom Jesenko (rođ. 1839.), kćeri trgovca slovenskog podrijetla. U Rijeci su se rodila i Zajčeva i Natalijina djeca – kćer Anka (1857.) i sin Karmelo (1860.).
Naporan rad nepovoljno se odrazio na Zajčevo zdravlje. Nakon što je prebolio tešku upalu pluća liječnici su mu savjetovali promjenu podneblja. Krajem 1862. godine isticalo mu je ugovoreno vrijeme službovanja te je Zajc uputio magistratu dopis, da je odlučio krenuti drugamo "(...) radi mojih posebnih razloga koji se odnose na moju karijeru, nalazim se potaknut da otkažem službu kao nastavnik glazbe (...) da ću, čim ozdravim, preuzeti ponovno svoju službu sve do gore spomenutog datuma od 7. XI. 1862. (...)". Zajc je u listopadu 1862. godine otputovao u Beč. Za svog boravka u Beču Zajc stanovao je u Komödiengasse 1, 1. stubište, 1. kat, a zatim u Weintraubengasse broj 6. U prvo vrijeme djelovao je kao profesor u Pjevačkom i opernom institutu društva Polyhymnia. Dana 15. prosinca 1863. godine u Beču se izvodi prvo Zajčevo djelo opereta Momci na brod! (Mannschaft an Bord!). Ta se opereta održala na rasporedu do uključivo godišta 1867./1868. te je doživjela više od 60 izvedbi. U Beču je tijekom Zajčeva tamošnjeg djelovanja izvedeno 11 njegovih djela s ukupno blizu 140 izvedbi, a nakon Zajčeva odlaska izvedena je 1874. godine još opereta Uhvaćeni Amor. Godine 1868. izvedene su u Beču čak tri nove Zajčeve operete. Dana 13. siječnja 1867. godine Glazbeni zavod u Zagrebu izabrao je Zajca za počasnog člana. Te godine započeli su pregovori o Zajčevu dolasku u Zagreb. Pregovori su urodili plodom pa je 18. studenoga 1869. godine Zajc imenovan ravnateljem opere koju treba osnovati, te redovitim učiteljem i ravnateljem glazbene učionice Narodnog zemaljskog glazbenog zavoda. Sukladno postignutom dogovoru 31. siječnja 1870. godine na večer Zajc s obitelji putuje iz Beča u Zagreb.

### U Zagrebu
Zajc je s obitelji doputovao u Zagreb 1. veljače 1870. godine, a već 24. veljače nastupio je kao dirigent u kazalištu. Kazalište se tada zvalo Narodno zemaljsko kazalište u Zagrebu. Spomenute večeri izvodile su se dvije Zajčeve operete: Mjesečnica (prvi put u Zagrebu) i već prije izvedena opera Momci na brod!. Nakon dolaska u Zagreb odsjeo je zajedno s obitelji u svratištu K Janjetu (današnja Teslina ulica). Kasnije su se nastanili najprije u Mikšićevoj kući u Jezuitskoj ulici (današnja Habdelićeva br. 2), a zatim je Zajc kupio kuću u Visokoj ulici br. 16 i tamo stanovao do smrti. Na toj kući postavila je 26. listopada 1925. godine Družba "Braća Hrvatskoga Zmaja" spomen-ploču u sklopu proslava 1000. obljetnice Kraljevstva Hrvatskoga. Dana 2. listopada 1870. godine izvedbom nove Zajčeve opere, a prve njegove opere na hrvatski tekst Mislav započinje s radom stalna opera u Zagrebu. U siječnju 1867. godine Zajc je izabran za časnog člana Hrvatskog glazbenog zavoda koji se tada (do 1895.) zvao Narodni zemaljski glazbeni zavod. U jesen 1869. godine ravnatelj glazbenog zavoda Klobučarić piše Zajcu uz koje bi uvjete primio mjesto profesora i ravnatelja škole i orkestra. Budući da je Zajc bio imenovan dirigentom i ravnateljem opere u zagrebačkom kazalištu mjesto ravnatelja glazbene škole prihvatio je za manju plaću. Ugovorena plaća od 600 forinti godišnje povišena mu je još iste godine na 800 forinti. Osim toga on može svake godine sa "silami ovog zavoda" prirediti jedan koncert u svoju korist. Osim ravnateljskih dužnosti vodi vježbe, koncerte i mise te poučava učenike pjevanja u višim razredima. Zajc je u Operi proveo temeljitu reorganizaciju i znatno pridonio osposobljavanju izvođačkog ansambla koji je pod Zajčevim vodstvom u 19 godina izveo oko 50 opera i desetak opereta.
Dana 23. veljače 1895. godine Zajc je za zasluge na području glazbe imenovan vitezom. U listopadu 1899. godine Zajc je zamolio ravnateljstvo da ga zbog starosti oslobodi dužnosti održavanja pokusa i ravnanja koncertima, što je obavljao skoro već 30 godina ("...tjelesne sile ne dopuštaju više raditi kao prije... poslie pokusah i koncertah sam sasvim uzrujan, izmučen i bolestan... tim više, što sam podveržan upali plućah – koju sam bolest tečajem svog života pet puta prebolio.").
Dana 21. veljače 1908. godine Zajc je na vlastitu molbu umirovljen, a tek 1912. godine JAZU ga je imenovala počasnim članom. 
Dva dana prije smrti potužio se svojoj snahi da se ne osjeća dobro. Tužio se na poteškoće pri disanju. Dana 16. prosinca 1914. godine ustao je već oko 5 sati ujutro no ponovno je legao, te je oko 9.30 spavajući umro. Sutradan je njegovo tijelo od 9 do 15 sati izloženo u kazališnom predvorju. Poslije blagoslova oprostio se od njega ravnatelj opere Srećko Albini, a s kazališnog balkona otpjevali su tužaljke kazališni zbor i Savez hrvatskih pjevačkih društava. Poslije toga krenula je pogrebna povorka prema Mirogoju. Tamo je govorio profesor Miler, a Savez hrvatskih pjevačkih društava otpjevao je Eisenhuthovu tužaljku Nad grobom. Zajc je pokopan u obiteljskoj grobnici Zajc – Dolovčak, prije trećega paviljona u arkadama, lijevo od glavnoga ulaza u groblje. Uz njegovo je ime dodan plemićki nastavak "Zagicz", te "vitez reda Franje Josipa I.".

## Karakter
Ivan Zajc živio je vrlo uredno. Ustajao je veoma rano u jutro te je već oko 4 sata sjedio kod svog pisaćeg stola i tiho zviždeći skladao. U 7 sati ujutro pio je mlijeko s pecivom, a zatim se do 8 odnosno 9 sati bavio ružama u vrtu. U glazbenoj školi radio je od 9 do 11 sati i od 15 do 18 sati, a u kazalištu od 11 sati često i do 14 sati, tako da za objed koji put nije imao više od pola sata vremena. Za vrijeme objeda držao je sat na stolu kako ne bi zakasnio na posao. Kod ručka i večere bile su na Zajčevu stolu dvije vrste vina – stolno koje je pio s mineralnom vodom i desertno vino. Poslije večere skladao je i do 1 sat u noći, tako da je veoma malo spavao. Uživao je u radu do kasno na večer i rano ujutro kad sve spava. Radio je pri petrolejskoj svjetiljci i bez naočala. Skladao je bez glasovira, a sam je prepisivao i partiture i dionice. Dok je kazalište bilo u Gornjem gradu, poslije predstave okrijepio bi se čašom piva u kazališnoj restauraciji, obično u društvu s braćom Eisenhuth (Gjurom i Josipom), Josipom Freudenreichom i Antunom Schwarzom. Njegovi prijatelji bili su i: Josip Juraj Strossmayer, Ivan Dežman, Franjo Marković, August Šenoa, Ivan Zahar, Ladislav Mrazović, Ivan Kostrenčić i Josip Eugen Tomić. U mladosti je pušio cigare, ali je nakon prve upale pluća prestao zbog zabrane liječnika, no tada je samo šnofao iz srebrne burmutice. Skupljao je olovke. S unucima je rado igrao igru Mlin, ali nije volio gubiti pa su ga puštali da dobiva. Kao učitelj i dirigent uvijek je bio miran i strpljiv, svaku stvar, bila opera ili najmanji zbor, savjesno je proučavao i uvježbavao, a na probe je uvijek dolazio na vrijeme. Ako je morao što pokuditi činio je to mirno i prijateljski. Njegovo dirigiranje bilo je mirno i dostojno bez ikakvih velikih teatralnih kretnji. Vrlo je pazio na svoju vanjštinu, te je uvijek bio dotjeran. Bio je veoma pobožan. Nije bio odviše rječit, više je slušao nego govorio. U društvu je bio dobroćudan, zabavan i ugodan a kao učitelj strog i pedantan.

## Stvaralaštvo
Zajc je skladao s poslovičnom lakoćom i za sobom ostavio opus od oko 1200 raznovrsnih djela za orkestar (Simfonička glazbena slika), za komorne sastave, za klavir, zatim 19 opera (Mislav, Ban Leget), 26 opereta, scensku glazbu (za Dubravku Ivana Gundulića), oratorij Oče naš, oko 50 kantata (Dolazak Hrvata), 19 misa, 14 Ave Maria, 200 zborova (Glasna jasna, Putnik), 170 solo pjesama (Miruj, miruj, srce moje; Moja lađa; Vir; Lastavicom; Domovini i ljubavi; Djevojka i ruža). Od oko 120 naslova Zajčeva skladateljskog opusa pripada sakralnoj tematici.

## Nagrade, spomen i priznanja
- 1880.: Počasni građanin Grada Zagreba.[12]
- 1895.: Počasni građanin Grada Karlovca.[13]
- 1925.: Na kući u zagrebačkoj Visokoj ulici br. 16 postavila mu je 26. listopada 1925. godine Družba "Braća Hrvatskoga Zmaja" spomen-ploču.
- 1953.: Po njemu je nazvano Narodno kazalište u Rijeci.[14]

## Zanimljivosti
- Glazba za himnu čileanske ratne mornarice preuzeta je iz njegove opere Nikola Šubić Zrinjski.[nedostaje izvor]
- Zajc nije nikada savršeno naučio hrvatski jezik, što se vidi i po čestim greškama u padežima u rukopisima njegovih opera[15] (naime, njegov je materinski jezik bio talijanski ili, bolje rečeno, fijumanski).

## Vanjske poveznice
- O Ivanu Zajcu (stranice HNK Ivana pl. Zajca – Rijeka)
- Nacionalna i sveučilišna knjižnica u Zagrebu: 180. obljetnica rođenja Ivana pl. Zajca  Arhivirana inačica izvorne stranice od 7. prosinca 2014. (Wayback Machine)
- Muzej grada Zagreba / Stalni postav: Radna soba Ivana pl. Zajca  Arhivirana inačica izvorne stranice od 17. prosinca 2014. (Wayback Machine)
- Zajc, Ivan, Vjera Katalinić, Vilena Vrbanić, Rozina Palić-Jelavić (2016.), hbl.lzmk.hr
- Hrvatske skladbe (Sbirka pjesama) Matica hrvatska, 1883.